# Liste der Monuments historiques in Saint-Prix (Val-d’Oise)
Die Liste der Monuments historiques in Saint-Prix (Val-d’Oise) führt die Monuments historiques in der französischen Gemeinde Saint-Prix auf.

## Liste der Bauwerke
| Bezeichnung          | Beschreibung | Standort | Kennzeichnung | Schutzstatus | Datum | Bild           |
| -------------------- | ------------ | -------- | ------------- | ------------ | ----- | -------------- |
| Château de la Chasse | Schloss      | (Lage)   | PA00080202    | Inscrit      | 1933  | weitere Bilder |
| Friedhof von Bosc    |              | (Lage)   | PA00080203    | Inscrit      | 1933  | weitere Bilder |
| Kirche St-Prix       |              | (Lage)   | PA00080204    | Inscrit      | 1926  | weitere Bilder |

## Liste der Objekte

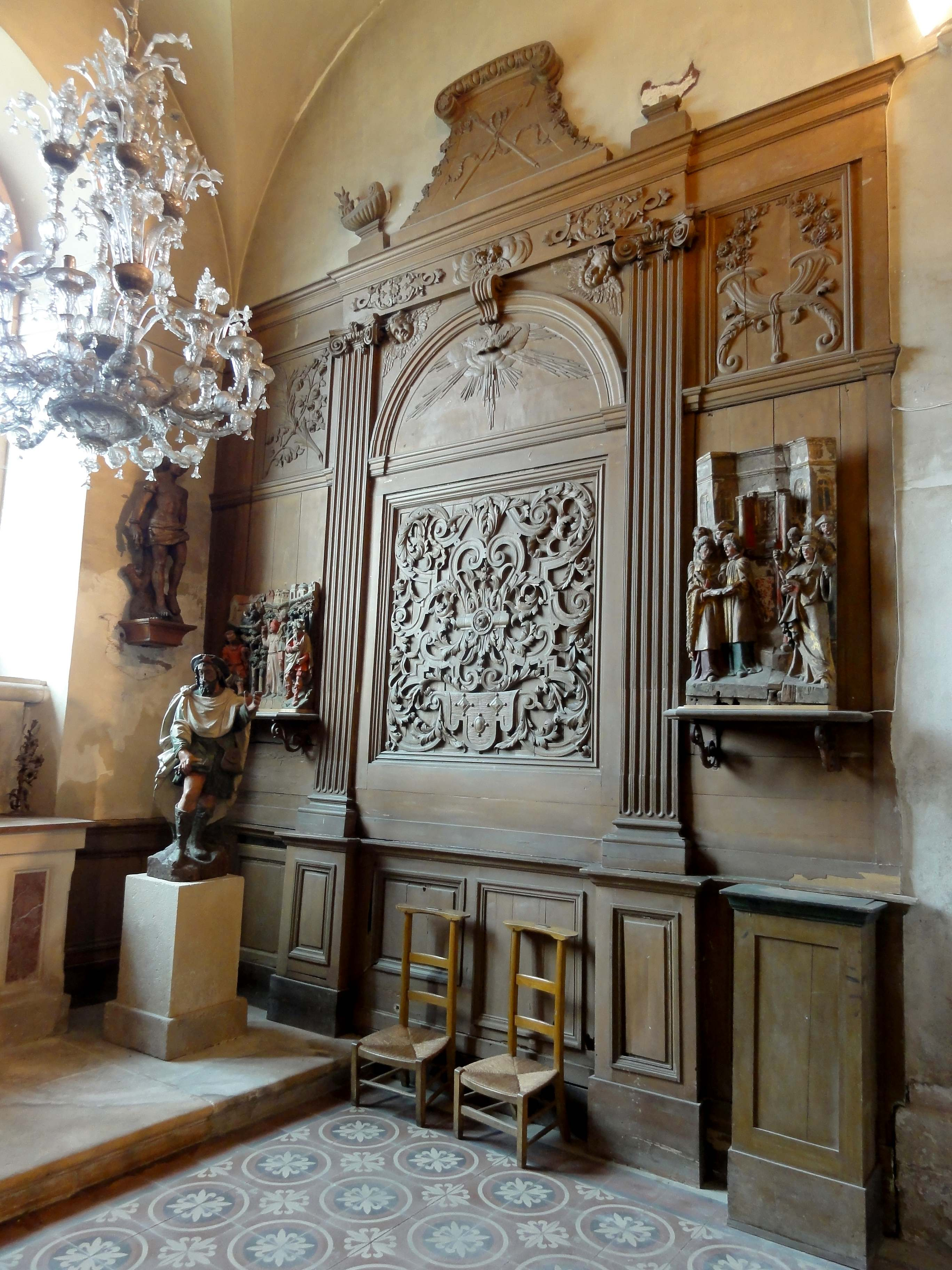
Wandverkleidung mit zwei Reliefs in der Kirche St-Prix vom Ende des 17. Jahrhunderts

- Monuments historiques (Objekte) in Saint-Prix in der Base Palissy des französischen Kultusministeriums